# Jabonga
Jabonga (Lungsod sa Jabonga - Bayan ng Jabonga - Municipality of Jabonga) es un municipio filipino de tercera categoría, situado en la parte nordeste de la isla de Mindanao. Forma parte del Segundo Distrito Electoral de la provincia de Agusan del Norte situada en la Región Administrativa de Caraga, también denominada Región XIII.

## Geografía
Esto está situado en el norte de la provincia, limítrofe con las de Surigao del Norte y de Surigao del Sur. Ribereña del Mar de Bohol en la bahía de Butuan y del lago Mainit.
En su término se encuentra el monte Mabaho (1860 m s. n. m.). 
Confina al norte con los municipios de Malimono y de Mainit, el mencionado lago y el de Kitcharao; al sur con los de Tubay y de Santiago de Agusan; al este con los de Claver de Surigao y Carrascal de Surigao; y al oeste con el mar.

### Barangays
El municipio de Jabonga se divide, a los efectos administrativos, en 15 barangayes o barrios, conforme a la siguiente relación:
| - Baleguian - Bangonay - A. Beltran, antes Camalig - Bunga | - Colorado - Cuyago - Libas - Magdagooc | - Magsaysay - Maraiging - Jabonga (Población) | - San Jose - San Pablo - San Vicente - Santo Niño |  |

## Historia
Cuenta la leyenda que el lugar que ahora ocupa Jabonga estuvo poblado por Negritos que convivían con un grupo de inmigrantes cristianos dirigidos por un mestizo manobo-Negrito llamado Angelecio Montante, apodado Agaras.
El pueblo se conocía como Celopan, nombre derivado de los bambúes que crecen a lo largo de la orilla del río.
A mediados del siglo XIX nace un nuevo asentamiento situado en el actual barrio de Colorado, palabra que se refiere al color de los brazos manchados de los colonos capitaneados por Domingo Mondoy.
Continuando río arriba, los misioneros llegaron Celopan y al ver un nativo dentro de una cabaña, cuyo suelo estaba elevado solamente un metro por encima del agua, le preguntaron por el nombre del lugar, a lo que respondió, pensando que se referían a su cabaña,  Habongan. Así, Celopan pasó a llamarse Habongan, palabra que más tarde se convirtió en Jabonga.